# CONCACAF Nations League 2019/20 (kwalificatie)
De kwalificatie voor de CONCACAF Nations League 2019–20 werd gespeeld tussen september 2018 en maart 2019 en diende om te bepalen welke landen in welke divisie van de CONCACAF Nations League 2019–20 werden ingedeeld. Dit is de eerste keer dat dit toernooi werd georganiseerd. Dit toernooi diende tevens als kwalificatietoernooi voor de CONCACAF Gold Cup 2019. Guatemala mocht niet deelnemen aan het kwalificatietoernooi vanwege een schorsing die was opgelegd door de FIFA.

## Tijdschema
Het kwalificatie-toernooi omvat vier wedstrijddagen. Elk land komt op elke wedstrijddag een keer in actie. 
| Fase         | Ronde          | Datum               |
| ------------ | -------------- | ------------------- |
| Kwalificatie | Wedstrijddag 1 | 6–11 september 2018 |
| Kwalificatie | Wedstrijddag 2 | 11–16 oktober 2018  |
| Kwalificatie | Wedstrijddag 3 | 16–20 november 2018 |
| Kwalificatie | Wedstrijddag 4 | 21–26 maart 2019    |

## Beslissingscriteria

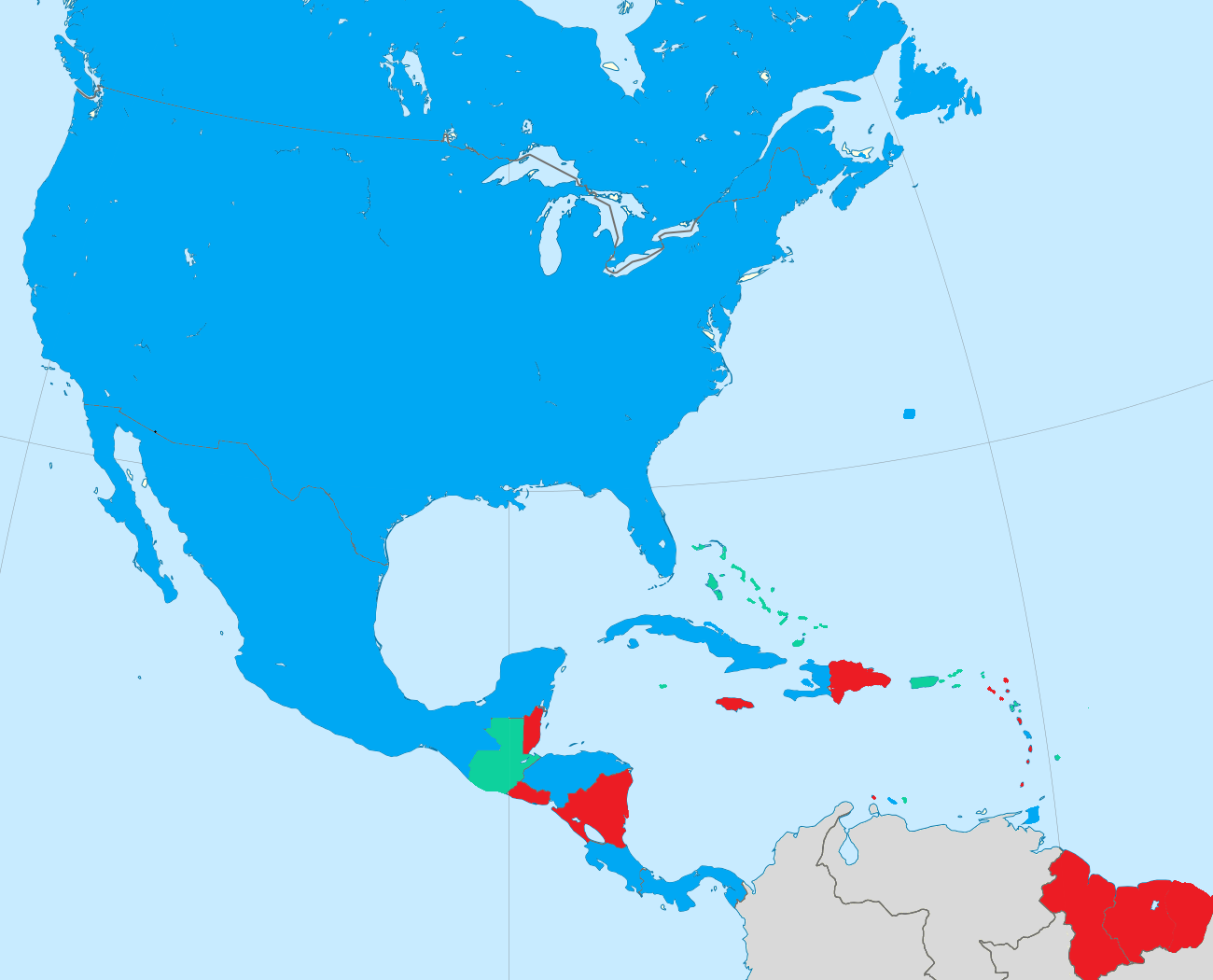
Deelnemende landen en indeling divisies.
Divisie A
Divisie B
Divisie C

De volgorde van de teams wordt bepaald door de volgende criteria:
1. Punten behaald in alle kwalificatiewedstrijden;
2. Doelsaldo berekend over alle kwalificatiewedstrijden;
3. Aantal doelpunten gemaakt in alle
4. Aantal uitdoelpunten gemaakt in alle kwalificatiewedstrijden buiten het eigen land;
5. Fair-play punten in alle kwalificatiewedstrijden:
  1. Gele kaart: –1 punt;
  2. Indirecte rode kaart (2 keer geel in één wedstrijd): –3 punten;
  3. Directe rode kaart: –4 punten;
  4. Gele kaart en een directe rode kaart: –5 punten;
6. Loting

## Deelnemende landen
De zes landen die deelnamen aan de vijfde ronde van de kwalificatie voor Wereldkampioenschap voetbal 2018 zijn rechtstreeks geplaatst voor Divisie A. Aan de kwalificatie nemen 34 landen deel, zij strijden om nog zes plaatsen in Divisie A, zestien plaatsen in Divisie B en de resterende twaalf landen worden in Divisie C ingedeeld. De top-10 van dit kwalificatietoernooi kwalificeert zich tevens voor de CONCACAF Gold Cup 2019. De landen werden voor de loting op sterkte verdeeld over vier potten. De sterkte werd bepaald op basis van een puntensysteem. Een land verdiende punten door het spelen van officiële interlands waarbij de ene wedstrijd (b.v. op een eindronde) meer punten opleverde dan een andere (b.v. vriendschappelijk).
| Rang | Team                   | Punten | Pot |
| ---- | ---------------------- | ------ | --- |
| 1    | Mexico                 | 2.047  | -   |
| 2    | Verenigde Staten       | 1.853  | -   |
| 3    | Costa Rica             | 1.845  | -   |
| 4    | Panama                 | 1.700  | -   |
| 5    | Honduras               | 1.669  | -   |
| 6    | Jamaica                | 1.516  | A   |
| 7    | Canada                 | 1.448  | A   |
| 8    | Guatemala              | 1.417  | -   |
| 9    | Haïti                  | 1.348  | A   |
| 10   | El Salvador            | 1.347  | A   |
| 11   | Trinidad en Tobago     | 1.339  | -   |
| 12   | Martinique             | 1.271  | A   |
| 13   | Cuba                   | 1.146  | A   |
| 14   | Frans-Guyana           | 1.108  | A   |
| 15   | Guadeloupe             | 1.089  | A   |
| 16   | Nicaragua              | 1.032  | B   |
| 17   | Saint Kitts en Nevis   | 1.023  | B   |
| 18   | Curaçao                | 1.018  | B   |
| 19   | Suriname               | 991    | B   |
| 20   | Antigua en Barbuda     | 946    | B   |
| 21   | Dominicaanse Republiek | 925    | B   |

| Rang | Team                           | Punten | Pot |
| ---- | ------------------------------ | ------ | --- |
| 22   | Bermuda                        | 924    | B   |
| 23   | Guyana                         | 914    | B   |
| 24   | Belize                         | 853    | B   |
| 25   | Bonaire                        | 799    | C   |
| 26   | Grenada                        | 795    | C   |
| 27   | Saint Vincent en de Grenadines | 793    | C   |
| 28   | Saint Lucia                    | 773    | C   |
| 29   | Barbados                       | 731    | C   |
| 30   | Puerto Rico                    | 693    | C   |
| 31   | Bahama's                       | 627    | C   |
| 32   | Dominica                       | 563    | C   |
| 33   | Aruba                          | 559    | C   |
| 34   | Kaaimaneilanden                | 543    | D   |
| 35   | Turks- en Caicoseilanden       | 483    | D   |
| 36   | Montserrat                     | 435    | D   |
| 37   | Amerikaanse Maagdeneilanden    | 401    | D   |
| 38   | Sint Maarten                   | 352    | D   |
| 39   | Sint-Maarten                   | 336    | D   |
| 40   | Anguilla                       | 261    | D   |
| 41   | Britse Maagdeneilanden         | 261    | D   |

| Rang | Team                   | Punten | Pot |
| ---- | ---------------------- | ------ | --- |
| 1    | Mexico                 | 2.047  | -   |
| 2    | Verenigde Staten       | 1.853  | -   |
| 3    | Costa Rica             | 1.845  | -   |
| 4    | Panama                 | 1.700  | -   |
| 5    | Honduras               | 1.669  | -   |
| 6    | Jamaica                | 1.516  | A   |
| 7    | Canada                 | 1.448  | A   |
| 8    | Guatemala              | 1.417  | -   |
| 9    | Haïti                  | 1.348  | A   |
| 10   | El Salvador            | 1.347  | A   |
| 11   | Trinidad en Tobago     | 1.339  | -   |
| 12   | Martinique             | 1.271  | A   |
| 13   | Cuba                   | 1.146  | A   |
| 14   | Frans-Guyana           | 1.108  | A   |
| 15   | Guadeloupe             | 1.089  | A   |
| 16   | Nicaragua              | 1.032  | B   |
| 17   | Saint Kitts en Nevis   | 1.023  | B   |
| 18   | Curaçao                | 1.018  | B   |
| 19   | Suriname               | 991    | B   |
| 20   | Antigua en Barbuda     | 946    | B   |
| 21   | Dominicaanse Republiek | 925    | B   |

| Rang | Team                           | Punten | Pot |
| ---- | ------------------------------ | ------ | --- |
| 22   | Bermuda                        | 924    | B   |
| 23   | Guyana                         | 914    | B   |
| 24   | Belize                         | 853    | B   |
| 25   | Bonaire                        | 799    | C   |
| 26   | Grenada                        | 795    | C   |
| 27   | Saint Vincent en de Grenadines | 793    | C   |
| 28   | Saint Lucia                    | 773    | C   |
| 29   | Barbados                       | 731    | C   |
| 30   | Puerto Rico                    | 693    | C   |
| 31   | Bahama's                       | 627    | C   |
| 32   | Dominica                       | 563    | C   |
| 33   | Aruba                          | 559    | C   |
| 34   | Kaaimaneilanden                | 543    | D   |
| 35   | Turks- en Caicoseilanden       | 483    | D   |
| 36   | Montserrat                     | 435    | D   |
| 37   | Amerikaanse Maagdeneilanden    | 401    | D   |
| 38   | Sint Maarten                   | 352    | D   |
| 39   | Sint-Maarten                   | 336    | D   |
| 40   | Anguilla                       | 261    | D   |
| 41   | Britse Maagdeneilanden         | 261    | D   |

| Betekenis                                         |
| ------------------------------------------------- |
| vijfde ronde WK 2018 kwalificatie in Divisie A    |
| Overige landen spelen kwalificatie                |
| Mag niet deelnemen vanwege schorsing door de FIFA |

## Loting
De 34 deelnemende landen aan dit kwalificatietoernooi werden ingedeeld in vier potten. In pot A en D zaten acht landen, terwijl in pot B en C negen landen zaten. Bij de loting kreeg ieder land een positie in de pot waarin ze waren ingedeeld (A1–A8, B1–B9, C1–C9, D1–D8). Op basis van die positie werd er een speelschema opgesteld waarbij ieder land één keer speelt tegen één land uit elke pot en waarbij elk land twee keer thuis en twee keer uit speelt. De loting vond plaats op 7 maart 2018 in The Temple House in Miami Beach, Verenigde Staten.
| Positie | Land         |
| ------- | ------------ |
| A1      | Frans-Guyana |
| A2      | El Salvador  |
| A3      | Jamaica      |
| A4      | Cuba         |
| A5      | Guadeloupe   |
| A6      | Martinique   |
| A7      | Haïti        |
| A8      | Canada       |

| Positie | Land                   |
| ------- | ---------------------- |
| B1      | Belize                 |
| B2      | Saint Kitts en Nevis   |
| B3      | Antigua en Barbuda     |
| B4      | Dominicaanse Republiek |
| B5      | Nicaragua              |
| B6      | Bermuda                |
| B7      | Guyana                 |
| B8      | Suriname               |
| B9      | Curaçao                |

| Positie | Land                           |
| ------- | ------------------------------ |
| C1      | Dominica                       |
| C2      | Grenada                        |
| C3      | Bahama's                       |
| C4      | Saint Vincent en de Grenadines |
| C5      | Bonaire                        |
| C6      | Saint Lucia                    |
| C7      | Puerto Rico                    |
| C8      | Barbados                       |
| C9      | Aruba                          |

| Positie | Land                        |
| ------- | --------------------------- |
| D1      | Sint Maarten                |
| D2      | Sint-Maarten                |
| D3      | Amerikaanse Maagdeneilanden |
| D4      | Kaaimaneilanden             |
| D5      | Britse Maagdeneilanden      |
| D6      | Turks- en Caicoseilanden    |
| D7      | Montserrat                  |
| D8      | Anguilla                    |

## Stand
| Pos | Land                           | Wed | Win | Gel | Ver | DV | DT | +/− | Pnt |                                                       |
| --- | ------------------------------ | --- | --- | --- | --- | -- | -- | --- | --- | ----------------------------------------------------- |
| 1   | Haïti                          | 4   | 4   | 0   | 0   | 19 | 2  | +17 | 12  | Kwalificatie voor divisie A en CONCACAF Gold Cup 2019 |
| 2   | Canada                         | 4   | 4   | 0   | 0   | 18 | 1  | +17 | 12  | Kwalificatie voor divisie A en CONCACAF Gold Cup 2019 |
| 3   | Martinique                     | 4   | 4   | 0   | 0   | 10 | 2  | +8  | 12  | Kwalificatie voor divisie A en CONCACAF Gold Cup 2019 |
| 4   | Curaçao                        | 4   | 3   | 0   | 1   | 22 | 2  | +20 | 9   | Kwalificatie voor divisie A en CONCACAF Gold Cup 2019 |
| 5   | Bermuda                        | 4   | 3   | 0   | 1   | 17 | 4  | +13 | 9   | Kwalificatie voor divisie A en CONCACAF Gold Cup 2019 |
| 6   | Cuba                           | 4   | 3   | 0   | 1   | 15 | 2  | +13 | 9   | Kwalificatie voor divisie A en CONCACAF Gold Cup 2019 |
| 7   | Guyana                         | 4   | 3   | 0   | 1   | 14 | 3  | +11 | 9   | Kwalificatie voor divisie B en CONCACAF Gold Cup 2019 |
| 8   | Jamaica                        | 4   | 3   | 0   | 1   | 12 | 3  | +9  | 9   | Kwalificatie voor divisie B en CONCACAF Gold Cup 2019 |
| 9   | Nicaragua                      | 4   | 3   | 0   | 1   | 9  | 2  | +7  | 9   | Kwalificatie voor divisie B en CONCACAF Gold Cup 2019 |
| 10  | El Salvador                    | 4   | 3   | 0   | 1   | 7  | 2  | +5  | 9   | Kwalificatie voor divisie B en CONCACAF Gold Cup 2019 |
| 11  | Montserrat                     | 4   | 3   | 0   | 1   | 6  | 3  | +3  | 9   | Kwalificatie voor divisie B                           |
| 12  | Suriname                       | 4   | 2   | 1   | 1   | 8  | 2  | +6  | 7   | Kwalificatie voor divisie B                           |
| 13  | Saint Lucia                    | 4   | 2   | 1   | 1   | 7  | 4  | +3  | 7   | Kwalificatie voor divisie B                           |
| 14  | Dominica                       | 4   | 2   | 1   | 1   | 6  | 5  | +1  | 7   | Kwalificatie voor divisie B                           |
| 15  | Saint Kitts en Nevis           | 4   | 2   | 0   | 2   | 11 | 3  | +8  | 6   | Kwalificatie voor divisie B                           |
| 16  | Dominicaanse Republiek         | 4   | 2   | 0   | 2   | 9  | 4  | +5  | 6   | Kwalificatie voor divisie B                           |
| 17  | Belize                         | 4   | 2   | 0   | 2   | 6  | 3  | +3  | 6   | Kwalificatie voor divisie B                           |
| 18  | Antigua en Barbuda             | 4   | 2   | 0   | 2   | 10 | 8  | +2  | 6   | Kwalificatie voor divisie B                           |
| 19  | Frans-Guyana                   | 4   | 2   | 0   | 2   | 8  | 6  | +2  | 6   | Kwalificatie voor divisie B                           |
| 20  | Saint Vincent en de Grenadines | 4   | 2   | 0   | 2   | 5  | 6  | −1  | 6   | Kwalificatie voor divisie B                           |
| 21  | Grenada                        | 4   | 2   | 0   | 2   | 7  | 14 | −7  | 6   | Kwalificatie voor divisie B                           |
| 22  | Aruba                          | 4   | 1   | 1   | 2   | 5  | 6  | −1  | 4   | Kwalificatie voor divisie B                           |
| 23  | Guadeloupe                     | 4   | 1   | 1   | 2   | 3  | 7  | −4  | 4   | Kwalificatie voor divisie C                           |
| 24  | Turks- en Caicoseilanden       | 4   | 1   | 1   | 2   | 5  | 23 | −18 | 4   | Kwalificatie voor divisie C                           |
| 25  | Barbados                       | 4   | 1   | 0   | 3   | 3  | 7  | −4  | 3   | Kwalificatie voor divisie C                           |
| 26  | Bonaire                        | 4   | 1   | 0   | 3   | 3  | 14 | −11 | 3   | Kwalificatie voor divisie C                           |
| 27  | Amerikaanse Maagdeneilanden    | 4   | 1   | 0   | 3   | 3  | 16 | −13 | 3   | Kwalificatie voor divisie C                           |
| 28  | Sint Maarten                   | 4   | 1   | 0   | 3   | 4  | 30 | −26 | 3   | Kwalificatie voor divisie C                           |
| 29  | Kaaimaneilanden                | 4   | 0   | 1   | 3   | 1  | 9  | −8  | 1   | Kwalificatie voor divisie C                           |
| 30  | Britse Maagdeneilanden         | 4   | 0   | 1   | 3   | 3  | 13 | −10 | 1   | Kwalificatie voor divisie C                           |
| 31  | Anguilla                       | 4   | 0   | 1   | 3   | 1  | 15 | −14 | 1   | Kwalificatie voor divisie C                           |
| 32  | Bahama's                       | 4   | 0   | 1   | 3   | 1  | 15 | −14 | 1   | Kwalificatie voor divisie C                           |
| 33  | Puerto Rico                    | 4   | 0   | 0   | 4   | 0  | 5  | −5  | 0   | Kwalificatie voor divisie C                           |
| 34  | Sint-Maarten                   | 4   | 0   | 0   | 4   | 5  | 22 | −17 | 0   | Kwalificatie voor divisie C                           |

## Wedstrijden

### Wedstrijddag 1
|                                |          |       |          |                                                                                          |
| 6 september 2018 16:00 (UTC−4) | Dominica | 0 – 0 | Suriname | Stade René Serge Nabajoth, Les Abymes (Guadeloupe) Scheidsrechter: Tristley Bassue (SKN) |
| 6 september 2018 16:00 (UTC−4) |          |       |          | Stade René Serge Nabajoth, Les Abymes (Guadeloupe) Scheidsrechter: Tristley Bassue (SKN) |

|                                |                           |                    |                        |                                                                                           |
| 6 september 2018 19:00 (UTC−4) | Guyana Bobb 46' Danns 78' | 3 – 0 reglementair | Barbados 65', 73' Hope | Synthetic Track and Field Facility, Leonora Scheidsrechter: William Anderson Abrams (PER) |
| 6 september 2018 19:00 (UTC−4) |                           |                    |                        | Synthetic Track and Field Facility, Leonora Scheidsrechter: William Anderson Abrams (PER) |

|                                |          |                                                               |              |                                                                                    |
| 7 september 2018 16:00 (UTC−4) | Anguilla | 0 – 5                                                         | Frans-Guyana | Raymond E. Guishard Technical Centre, The Valley Scheidsrechter: Karl Tyrell (JAM) |
| 7 september 2018 16:00 (UTC−4) |          | 15' Lauristin 29' Torvic 38' (pen.) Éric 55' Issorat 83' Rino |              | Raymond E. Guishard Technical Centre, The Valley Scheidsrechter: Karl Tyrell (JAM) |

|                                |                    |                                      |             |                                                                            |
| 7 september 2018 18:00 (UTC−4) | Antigua en Barbuda | 0 – 3                                | Saint Lucia | Sir Vivian Richards Stadium, Antigua Scheidsrechter: Sherwin Johnson (GUY) |
| 7 september 2018 18:00 (UTC−4) |                    | 50' Williams 67' Remy 90' Macfarlane |             | Sir Vivian Richards Stadium, Antigua Scheidsrechter: Sherwin Johnson (GUY) |

|                                |                                                 |       |          |                                                                   |
| 7 september 2018 18:00 (UTC−6) | Belize                                          | 4 – 0 | Bahama's | Isidoro Beatonstadion, Belmopan Scheidsrechter: Marcos Brea (CUB) |
| 7 september 2018 18:00 (UTC−6) | McCaulay 40' Miller 44' (e.d.) Lopez 80', 90+5' |       |          | Isidoro Beatonstadion, Belmopan Scheidsrechter: Marcos Brea (CUB) |

|                                |                                |                      |           |                                                                |
| 8 september 2018 15:00 (UTC−4) | Saint Vincent en de Grenadines | 0 – 2                | Nicaragua | Arnos Valestadion, Arnos Vale Scheidsrechter: Reon Radix (GRN) |
| 8 september 2018 15:00 (UTC−4) |                                | Niño 27' Barrera 39' |           | Arnos Valestadion, Arnos Vale Scheidsrechter: Reon Radix (GRN) |

|                                | |        |                          |                                                                    |
| 8 september 2018 16:00 (UTC−4) | Cuba                                                                                                 | 11 – 0 | Turks- en Caicoseilanden | Estadio Pedro Marrero, Havana Scheidsrechter: Kevin Morrison (JAM) |
| 8 september 2018 16:00 (UTC−4) | Paradela 8', 37', 49' Morris 33', 83' Baquero 36', 45+1' Santa Cruz 52', 54' Pérez 65' Caballero 77' |        |                          | Estadio Pedro Marrero, Havana Scheidsrechter: Kevin Morrison (JAM) |

|                                |            |       |                  |                                                                    |
| 8 september 2018 19:00 (UTC−4) | Montserrat | 1 – 2 | El Salvador      | Blakes Estatestadion, Look out Scheidsrechter: Sherwin Moore (GUY) |
| 8 september 2018 19:00 (UTC−4) | Taylor 38' |       | 62', 90+4' Cerén | Blakes Estatestadion, Look out Scheidsrechter: Sherwin Moore (GUY) |

|                                |         |                                               |                        |                                                                                     |
| 9 september 2018 16:00 (UTC−4) | Bonaire | 0 – 5                                         | Dominicaanse Republiek | Ergilio Hatostadion, Willemstad (Curaçao) Scheidsrechter: Patrick Senecharles (HAI) |
| 9 september 2018 16:00 (UTC−4) |         | 66', 75', 88' Peralta López 86' 90+1' Heredia |                        | Ergilio Hatostadion, Willemstad (Curaçao) Scheidsrechter: Patrick Senecharles (HAI) |

|                                |                             |                                                                       |        |                                                                              |
| 9 september 2018 16:00 (UTC−4) | Amerikaanse Maagdeneilanden | 0 – 8                                                                 | Canada | IMG Academy, Bradenton (Verenigde Staten) Scheidsrechter: Moeth Gaymes (VIN) |
| 9 september 2018 16:00 (UTC−4) |                             | 6' Osorio 9', 45' Cavallini 32', 37' David 50' Hoilett 60', 80' Larin |        | IMG Academy, Bradenton (Verenigde Staten) Scheidsrechter: Moeth Gaymes (VIN) |

|                                |                                      |       |           |                                                                              |
| 9 september 2018 18:00 (UTC−4) | Aruba                                | 3 – 1 | Bermuda   | Ergilio Hatostadion, Willemstad (Curaçao) Scheidsrechter: Sergio Reyna (GUA) |
| 9 september 2018 18:00 (UTC−4) | Gómez 7' Baten 11' (pen.) Santos 50' |       | 21' Smith | Ergilio Hatostadion, Willemstad (Curaçao) Scheidsrechter: Sergio Reyna (GUA) |

|                                |                                 |       |                 |                                                                           |
| 9 september 2018 18:00 (UTC−5) | Jamaica                         | 4 – 0 | Kaaimaneilanden | Independence Park, Kingston Scheidsrechter: Bryan López Castellanos (GUA) |
| 9 september 2018 18:00 (UTC−5) | Mattocks 2', 58' Burke 35', 66' |       |                 | Independence Park, Kingston Scheidsrechter: Bryan López Castellanos (GUA) |

|                                |                      |       |             |                                                                        |
| 9 september 2018 20:00 (UTC−4) | Saint Kitts en Nevis | 1 – 0 | Puerto Rico | Warner Park Stadium, Basseterre Scheidsrechter: Johannes Dolaini (SUR) |
| 9 september 2018 20:00 (UTC−4) | Panayiotou 90+1'     |       |             | Warner Park Stadium, Basseterre Scheidsrechter: Johannes Dolaini (SUR) |

|                                 | |        |              |                                                                           |
| 10 september 2018 18:30 (UTC−4) | Haïti | 13 – 0 | Sint Maarten | Sylvio Catorstadion, Port-au-Prince Scheidsrechter: Nitzar Sandoval (NCA) |
| 10 september 2018 18:30 (UTC−4) | Arcus 11', 59' Nazon 19', 35', 42', 61', 64' Forsythe 26' (e.d.) Hérold Jr. 47' Etienne 71', 86' Pierrot 72' Louis 88' |        |              | Sylvio Catorstadion, Port-au-Prince Scheidsrechter: Nitzar Sandoval (NCA) |

|                                 | |        |         |                                                                 |
| 10 september 2018 20:00 (UTC−4) | Curaçao                                                                                             | 10 – 0 | Grenada | Ergilio Hatostadion, Willemstad Scheidsrechter: Hugo Cruz (CRC) |
| 10 september 2018 20:00 (UTC−4) | Hooi 11' C. Martina 19' Kuwas 23' Bacuna 53', 68' Janga 59', 84', 88' Nepomuceno 63' Leuteria 90+1' |        |         | Ergilio Hatostadion, Willemstad Scheidsrechter: Hugo Cruz (CRC) |

|                                 |              |                                    |            | |
| 11 september 2018 16:00 (UTC−4) | Sint-Maarten | 0 – 3                              | Guadeloupe | Raymond E. Guishard Technical Centre, The Valley (Anguilla) Scheidsrechter: Ricangel de Leça (ARU) |
| 11 september 2018 16:00 (UTC−4) |              | 7' David 27' Mamilonne 65' Passape |            | Raymond E. Guishard Technical Centre, The Valley (Anguilla) Scheidsrechter: Ricangel de Leça (ARU) |

|                               |                                       |       |                        |                                                                             |
| 16 oktober 2018 20:00 (UTC−4) | Martinique                            | 4 – 0 | Britse Maagdeneilanden | Stade Pierre-Aliker, Fort-de-France Scheidsrechter: Jorge Pérez Durán (MEX) |
| 16 oktober 2018 20:00 (UTC−4) | Parsemain 65', 90+1' Biron 83', 90+2' |       |                        | Stade Pierre-Aliker, Fort-de-France Scheidsrechter: Jorge Pérez Durán (MEX) |

### Wedstrijddag 2
|                               |              |                    |                                |                                                                                       |
| 11 oktober 2018 20:30 (UTC−3) | Frans-Guyana | 0 – 1              | Saint Vincent en de Grenadines | Stade Municipal Dr. Edmard Lama, Rémire-Montjoly Scheidsrechter: Ismael Cornejo (SLV) |
| 11 oktober 2018 20:30 (UTC−3) |              | 60' (pen.) Solomon |                                | Stade Municipal Dr. Edmard Lama, Rémire-Montjoly Scheidsrechter: Ismael Cornejo (SLV) |

|                               |                             |                                                                           |         |                                                             |
| 12 oktober 2018 16:00 (UTC−4) | Amerikaanse Maagdeneilanden | 0 – 5                                                                     | Curaçao | IMG Academy, Bradenton Scheidsrechter: Jamar Springer (BAR) |
| 12 oktober 2018 16:00 (UTC−4) |                             | 29' Janga 33' Nepomuceno 53' (pen.) Bacuna 55' (e.d.) Greene 89' Martinus |         | IMG Academy, Bradenton Scheidsrechter: Jamar Springer (BAR) |

|                               |          |                                                                       |                    |                                                                          |
| 12 oktober 2018 18:00 (UTC−4) | Bahama's | 0 – 6                                                                 | Antigua en Barbuda | Thomas Robinson Stadium, Nassau Scheidsrechter: Raúl Castro Zúñiga (HON) |
| 12 oktober 2018 18:00 (UTC−4) |          | 12' (pen.), 43' (pen.), 77' Weston 15' Byers 40', 68' Jahraldo-Martin |                    | Thomas Robinson Stadium, Nassau Scheidsrechter: Raúl Castro Zúñiga (HON) |

|                               |                                   |       |                 |                                                                           |
| 12 oktober 2018 18:00 (UTC−4) | Dominicaanse Republiek            | 3 – 0 | Kaaimaneilanden | Estadio Panamericano, San Cristóbal Scheidsrechter: Carl-Henry Elie (HAI) |
| 12 oktober 2018 18:00 (UTC−4) | Bonnín 21' Rodríguez 25' Peña 76' |       |                 | Estadio Panamericano, San Cristóbal Scheidsrechter: Carl-Henry Elie (HAI) |

|                               | |        |              |                                                                    |
| 12 oktober 2018 19:30 (UTC−3) | Bermuda | 12 – 0 | Sint Maarten | Nationaal Stadion, Hamilton Scheidsrechter: Daneon Parchment (JAM) |
| 12 oktober 2018 19:30 (UTC−3) | Lambe 10' (pen.), 17', 84' Simmons 13' Lewis 28', 40', 88' Ming 37' Bascome 43' Evans 54' Tyrell 62' Leverock 73' |        |              | Nationaal Stadion, Hamilton Scheidsrechter: Daneon Parchment (JAM) |

|                               |         |                             |      |                                                                                        |
| 12 oktober 2018 20:00 (UTC−4) | Grenada | 0 – 2                       | Cuba | Kirani James Atletiekstadion, Saint George's Scheidsrechter: Juan Calderón Pérez (CRC) |
| 12 oktober 2018 20:00 (UTC−4) |         | 21' Paradela 65' Santa Cruz |      | Kirani James Atletiekstadion, Saint George's Scheidsrechter: Juan Calderón Pérez (CRC) |

|                               |                          |                                                                         |        |                                                                             |
| 13 oktober 2018 16:00 (UTC−4) | Turks- en Caicoseilanden | 0 – 8                                                                   | Guyana | TCIFA National Academy, Providenciales Scheidsrechter: Oliver Vergara (JAM) |
| 13 oktober 2018 16:00 (UTC−4) |                          | 7', 37', 45' Holder 20', 69', 81' (pen.) Welshman 45+2' Bobb 77' Daniel |        | TCIFA National Academy, Providenciales Scheidsrechter: Oliver Vergara (JAM) |

|                               |             |               |            |                                                                                      |
| 13 oktober 2018 16:00 (UTC−4) | Puerto Rico | 0 – 1         | Martinique | Estadio Juan Ramón Loubriel, Bayamón Scheidsrechter: Héctor Francisco Rodríguez (HON |
| 13 oktober 2018 16:00 (UTC−4) |             | 47' Parsemain |            | Estadio Juan Ramón Loubriel, Bayamón Scheidsrechter: Héctor Francisco Rodríguez (HON |

|                               |                                                   |       |                        |                                                                                    |
| 13 oktober 2018 17:30 (UTC−3) | Suriname                                          | 5 – 0 | Britse Maagdeneilanden | André Kamperveenstadion, Paramaribo Scheidsrechter: Walter López Castellanos (GUA) |
| 13 oktober 2018 17:30 (UTC−3) | Rijssel 23', 76' Elshot 43' Fer 66' Comvalius 82' |       |                        | André Kamperveenstadion, Paramaribo Scheidsrechter: Walter López Castellanos (GUA) |

|                               |                                    |       |          |                                                                       |
| 13 oktober 2018 20:00 (UTC−6) | El Salvador                        | 3 – 0 | Barbados | Estadio Cuscatlán, San Salvador Scheidsrechter: Gladwyn Johnson (GUY) |
| 13 oktober 2018 20:00 (UTC−6) | Bonilla 22' Baires 43' Mayen 90+2' |       |          | Estadio Cuscatlán, San Salvador Scheidsrechter: Gladwyn Johnson (GUY) |

|                               |         |                                                            |         |                                                                               |
| 14 oktober 2018 16:00 (UTC−4) | Bonaire | 0 – 6                                                      | Jamaica | Ergilio Hatostadion, Willemstad (Curaçao) Scheidsrechter: Sherwin Moore (GUY) |
| 14 oktober 2018 16:00 (UTC−4) |         | 14' Burke 43', 51' Morris 48' Gordon 58' Vassell 81' Kelly |         | Ergilio Hatostadion, Willemstad (Curaçao) Scheidsrechter: Sherwin Moore (GUY) |

|                               |              | |                      | |
| 14 oktober 2018 16:00 (UTC−4) | Sint-Maarten | 0 – 10 | Saint Kitts en Nevis | Raymond E. Guishard Technical Centre, The Valley (Anguilla) Scheidsrechter: William Anderson (PUR) |
| 14 oktober 2018 16:00 (UTC−4) |              | 6', 12', 64' Harris 16' (e.d.) Noubon 26', 81' Panayiotou 30', 90+1' Wharton 38' Sterling-James 77' Rogers |                      | Raymond E. Guishard Technical Centre, The Valley (Anguilla) Scheidsrechter: William Anderson (PUR) |

|                               |                |       |        |                                                                   |
| 14 oktober 2018 18:00 (UTC−4) | Montserrat     | 1 – 0 | Belize | Blakes Estatestadion, Look Out Scheidsrechter: Edgar Rangel (MEX) |
| 14 oktober 2018 18:00 (UTC−4) | Weir-Daley 74' |       |        | Blakes Estatestadion, Look Out Scheidsrechter: Edgar Rangel (MEX) |

|                               |                                               |       |          |                                                                                           |
| 14 oktober 2018 17:00 (UTC−6) | Nicaragua                                     | 6 – 0 | Anguilla | Estadio Eladio Rosabal Cordero, Heredia (Costa Rica) Scheidsrechter: Germán Martínez (SLV |
| 14 oktober 2018 17:00 (UTC−6) | Moreno 1', 39' López 4' Barrera 22', 28', 42' |       |          | Estadio Eladio Rosabal Cordero, Heredia (Costa Rica) Scheidsrechter: Germán Martínez (SLV |

|                               |                                                                       |       |          |                                                      |
| 16 oktober 2018 19:00 (UTC−4) | Canada                                                                | 5 – 0 | Dominica | BMO Field, Toronto Scheidsrechter: Oscar Macías Romo |
| 16 oktober 2018 19:00 (UTC−4) | David 3' Hoilett 14' Cavallini 18' (pen.) Joseph 47' (e.d.) Larin 82' |       |          | BMO Field, Toronto Scheidsrechter: Oscar Macías Romo |

|                               |            |       |       |                                                                          |
| 16 oktober 2018 20:00 (UTC−4) | Guadeloupe | 0 – 0 | Aruba | Stade René Serge Nabajoth, Les Abymes Scheidsrechter: Nima Saghafi (USA) |
| 16 oktober 2018 20:00 (UTC−4) |            |       |       | Stade René Serge Nabajoth, Les Abymes Scheidsrechter: Nima Saghafi (USA) |

|                               |              |       |                             |                                                                                           |
| 16 oktober 2018 21:15 (UTC−4) | Saint Lucia  | 1 – 2 | Haïti                       | Stade Pierre-Aliker, Fort-de-France (Martinique) Scheidsrechter: Trevester Richards (SKN) |
| 16 oktober 2018 21:15 (UTC−4) | Williams 43' |       | 13' Mustivar 33' Hérold Jr. | Stade Pierre-Aliker, Fort-de-France (Martinique) Scheidsrechter: Trevester Richards (SKN) |

### Wedstrijddag 3
|                                |                                                   |       |                       |                                                                                     |
| 16 november 2018 18:00 (UTC−4) | Grenada                                           | 5 – 2 | Sint-Maarten          | Kirani James Atletiekstadion, Saint George's Scheidsrechter: Ricangel de Leça (ARU) |
| 16 november 2018 18:00 (UTC−4) | J. Charles 15', 21' Hinkson 40' Paterson 49', 84' |       | 45' Joachim 62' Cocks | Kirani James Atletiekstadion, Saint George's Scheidsrechter: Ricangel de Leça (ARU) |

|                                |           |       |             |                                                                             |
| 16 november 2018 20:00 (UTC−4) | Bermuda   | 1 – 0 | El Salvador | Nationaal Stadion, Devonshire Scheidsrechter: William Anderson Abrams (PUR) |
| 16 november 2018 20:00 (UTC−4) | Wells 71' |       |             | Nationaal Stadion, Devonshire Scheidsrechter: William Anderson Abrams (PUR) |

|                                |       |                                  |            |                                                                                  |
| 16 november 2018 21:00 (UTC−4) | Aruba | 0 – 2                            | Montserrat | Ergilio Hatostadion, Willemstad (Curaçao) Scheidsrechter: Johannes Dolaini (SUR) |
| 16 november 2018 21:00 (UTC−4) |       | 36' Weir-Daley 51' Woods-Garness |            | Ergilio Hatostadion, Willemstad (Curaçao) Scheidsrechter: Johannes Dolaini (SUR) |

|                                |           |       |             |                                                                       |
| 16 november 2018 19:00 (UTC−6) | Belize    | 1 – 0 | Puerto Rico | Isidoro Beatonstadion, Belmopan Scheidsrechter: Nitzar Sandoval (NCA) |
| 16 november 2018 19:00 (UTC−6) | Casey 31' |       |             | Isidoro Beatonstadion, Belmopan Scheidsrechter: Nitzar Sandoval (NCA) |

|                                |                |       |                        |                                                                   |
| 17 november 2018 15:30 (UTC−5) | Cuba           | 1 – 0 | Dominicaanse Republiek | Estadio Pedro Marrero, Havana Scheidsrechter: Sherwin Moore (GUY) |
| 17 november 2018 15:30 (UTC−5) | Santa Cruz 83' |       |                        | Estadio Pedro Marrero, Havana Scheidsrechter: Sherwin Moore (GUY) |

|                                |                              |       |            |                                                                               |
| 17 november 2018 20:00 (UTC−5) | Jamaica                      | 2 – 1 | Suriname   | Montego Bay Sports Complex, Montego Bay Scheidsrechter: Tristley Bassue (SKN) |
| 17 november 2018 20:00 (UTC−5) | Burke 7' Mattocks 16' (pen.) |       | 36' D. Fer | Montego Bay Sports Complex, Montego Bay Scheidsrechter: Tristley Bassue (SKN) |

|                                |           |                         |       |                                                              |
| 17 november 2018 18:00 (UTC−6) | Nicaragua | 0 – 2                   | Haïti | Estadio Nacional, Managua Scheidsrechter: Drew Fischer (CAN) |
| 17 november 2018 18:00 (UTC−6) |           | 12' Cantave 31' Etienne |       | Estadio Nacional, Managua Scheidsrechter: Drew Fischer (CAN) |

|                                |                 |       |             |                                                                                  |
| 17 november 2018 20:00 (UTC−5) | Kaaimaneilanden | 0 – 0 | Saint Lucia | Truman Boddensportcomplex, George Town Scheidsrechter: Yadel Martínez Pupo (CUB) |
| 17 november 2018 20:00 (UTC−5) |                 |       |             | Truman Boddensportcomplex, George Town Scheidsrechter: Yadel Martínez Pupo (CUB) |

|                                |                             |       |                                |                                                                             |
| 18 november 2018 16:00 (UTC−5) | Turks- en Caicoseilanden    | 3 – 2 | Saint Vincent en de Grenadines | TCIFA National Academy, Providenciales Scheidsrechter: Charvis Delsol (DMA) |
| 18 november 2018 16:00 (UTC−5) | Forbes 7', 43' Francois 89' |       | 86' Sutherland 88' McBurnette  | TCIFA National Academy, Providenciales Scheidsrechter: Charvis Delsol (DMA) |

|                                |          |       |            |                                                                       |
| 18 november 2018 18:00 (UTC−5) | Bahama's | 1 – 1 | Anguilla   | Thomas Robinson Stadium, Nassau Scheidsrechter: Germán Martínez (SLV) |
| 18 november 2018 18:00 (UTC−5) | Jean 62' |       | 30' Rogers | Thomas Robinson Stadium, Nassau Scheidsrechter: Germán Martínez (SLV) |

|                                |                                     |       |                             |                                                              |
| 18 november 2018 19:00 (UTC−4) | Barbados                            | 3 – 0 | Amerikaanse Maagdeneilanden | Wildey Astro Turf, Wildey Scheidsrechter: Sergio Reyna (GUA) |
| 18 november 2018 19:00 (UTC−4) | Holligan 25' Sargeant 80' Harte 89' |       |                             | Wildey Astro Turf, Wildey Scheidsrechter: Sergio Reyna (GUA) |

|                                |                      |                |        |                                                                      |
| 18 november 2018 21:00 (UTC−4) | Saint Kitts en Nevis | 0 – 1          | Canada | Warner Park Stadium, Basseterre Scheidsrechter: Kevin Morrison (JAM) |
| 18 november 2018 21:00 (UTC−4) |                      | 44' Hutchinson |        | Warner Park Stadium, Basseterre Scheidsrechter: Kevin Morrison (JAM) |

|                                |                                                  |       |            |                                                                     |
| 19 november 2018 21:00 (UTC−4) | Curaçao                                          | 6 – 0 | Guadeloupe | Ergilio Hatostadion, Willemstad Scheidsrechter: Jaime Herrera (SLV) |
| 19 november 2018 21:00 (UTC−4) | Nepomuceno 39', 61' Hooi 58', 79' Janga 77', 90' |       |            | Ergilio Hatostadion, Willemstad Scheidsrechter: Jaime Herrera (SLV) |

|                                |                                                  |       |                           |                                                                     |
| 19 november 2018 21:00 (UTC−4) | Martinique                                       | 4 – 2 | Antigua en Barbuda        | Stade Pierre-Aliker, Fort-de-France Scheidsrechter: Ted Unkel (USA) |
| 19 november 2018 21:00 (UTC−4) | Abaul 12' Crétinoir 23' Jougon 25' Parsemain 43' |       | 17' Weston 90+1' Griffith | Stade Pierre-Aliker, Fort-de-France Scheidsrechter: Ted Unkel (USA) |

|                                |              |                        |          |                                                                                                  |
| 20 november 2018 17:00 (UTC−4) | Sint Maarten | 0 – 2                  | Dominica | Raymond E. Guishard Technical Centre, The Valley (Anguilla) Scheidsrechter: Luis Santander (MEX) |
| 20 november 2018 17:00 (UTC−4) |              | 6' Wade 52' R. Peltier |          | Raymond E. Guishard Technical Centre, The Valley (Anguilla) Scheidsrechter: Luis Santander (MEX) |

|                                |                   |       |           |                                                                                        |
| 20 november 2018 22:00 (UTC−3) | Frans-Guyana      | 2 – 1 | Guyana    | Stade Municipal Dr. Edmard Lama, Rémire-Montjoly Scheidsrechter: Carl-Henry Elie (HAI) |
| 20 november 2018 22:00 (UTC−3) | J. Haabo 18', 46' |       | 59' Danns | Stade Municipal Dr. Edmard Lama, Rémire-Montjoly Scheidsrechter: Carl-Henry Elie (HAI) |

|                             |                        |       |                  |                                                                                                  |
| 24 maart 2019 15:00 (UTC−4) | Britse Maagdeneilanden | 1 – 2 | Bonaire          | Raymond E. Guishard Technical Centre, The Valley (Anguilla) Scheidsrechter: Kevin Morrison (JAM) |
| 24 maart 2019 15:00 (UTC−4) | Wilson 76' (pen.)      |       | 7', 88' Windster | Raymond E. Guishard Technical Centre, The Valley (Anguilla) Scheidsrechter: Kevin Morrison (JAM) |

### Wedstrijddag 4
|                             |                          |       |                          |                                                                                                |
| 21 maart 2019 15:00 (UTC−4) | Britse Maagdeneilanden   | 2 – 2 | Turks- en Caicoseilanden | Raymond E. Guishard Technical Centre, The Valley (Anguilla) Scheidsrechter: Moeth Gaymes (VIN) |
| 21 maart 2019 15:00 (UTC−4) | Caesar 64' Wiltshire 83' |       | 86' Forbes 87' Dorvil    | Raymond E. Guishard Technical Centre, The Valley (Anguilla) Scheidsrechter: Moeth Gaymes (VIN) |

|                             |                                |       |           |                                                                      |
| 21 maart 2019 15:00 (UTC−4) | Saint Vincent en de Grenadines | 2 – 1 | Bonaire   | Arnos Valestadion, Arnos Vale Scheidsrechter: José Raúl Torres (PUR) |
| 21 maart 2019 15:00 (UTC−4) | Stewart 77' Cunningham 79'     |       | 37' Koffy | Arnos Valestadion, Arnos Vale Scheidsrechter: José Raúl Torres (PUR) |

|                             |          |                                |                             |                                                                                        |
| 22 maart 2019 15:00 (UTC−4) | Anguilla | 0 – 3                          | Amerikaanse Maagdeneilanden | Raymond E. Guishard Technical Centre, The Valley Scheidsrechter: Tristley Bassue (SKN) |
| 22 maart 2019 15:00 (UTC−4) |          | 15' Mack 26' Pierre 86' Dennis |                             | Raymond E. Guishard Technical Centre, The Valley Scheidsrechter: Tristley Bassue (SKN) |

|                             |                                   |       |                        |                                                                                                 |
| 22 maart 2019 18:00 (UTC−4) | Saint Lucia                       | 3 – 2 | Aruba                  | Sir Vivian Richards Stadium, Antigua (Antigua en Barbuda) Scheidsrechter: Sherwin Johnson (GUY) |
| 22 maart 2019 18:00 (UTC−4) | Macfarlane 38', 63' L. Joseph 66' |       | 53' John 90+3' Bennett | Sir Vivian Richards Stadium, Antigua (Antigua en Barbuda) Scheidsrechter: Sherwin Johnson (GUY) |

|                             |                 |       |                                      |                                                             |
| 22 maart 2019 17:30 (UTC−5) | Kaaimaneilanden | 1 – 2 | Montserrat                           | Ed Bushstadion, West Bay Scheidsrechter: Sergio Reyna (GUA) |
| 22 maart 2019 17:30 (UTC−5) | M. Ebanks 49'   |       | 40' (pen.) Clifton 66' Woods-Garness | Ed Bushstadion, West Bay Scheidsrechter: Sergio Reyna (GUA) |

|                             |                                        |       |          |                                                               |
| 23 maart 2019 14:30 (UTC−4) | Dominica                               | 4 – 0 | Bahama's | Windsor Park, Roseau Scheidsrechter: Raúl Castro Zúñiga (HON) |
| 23 maart 2019 14:30 (UTC−4) | Wade 24', 35' T. Joseph 30' Thomas 85' |       |          | Windsor Park, Roseau Scheidsrechter: Raúl Castro Zúñiga (HON) |

|                             |                                                   |       |                                            |                                                                                                  |
| 23 maart 2019 15:00 (UTC−4) | Sint Maarten                                      | 4 – 3 | Sint-Maarten                               | Raymond E. Guishard Technical Centre, The Valley (Anguilla) Scheidsrechter: Charvis Delsol (DMA) |
| 23 maart 2019 15:00 (UTC−4) | Cocks 10' (e.d.) Lake 23', 59' Boelijn 30' (pen.) |       | 11' Arrondell 52' Cocks 80' (pen.) Dupalus | Raymond E. Guishard Technical Centre, The Valley (Anguilla) Scheidsrechter: Charvis Delsol (DMA) |

|                             |                          |       |               |                                                                         |
| 23 maart 2019 18:00 (UTC−4) | Antigua en Barbuda       | 2 – 1 | Curaçao       | Sir Vivian Richards Stadium, Antigua Scheidsrechter: Randy Solano (DOM) |
| 23 maart 2019 18:00 (UTC−4) | Osbourne 1' Benjamin 49' |       | 37' Kastaneer | Sir Vivian Richards Stadium, Antigua Scheidsrechter: Randy Solano (DOM) |

|                             |                               |       |            |                                             |
| 23 maart 2019 18:30 (UTC−4) | Guyana                        | 2 – 1 | Belize     | Synthetic Track and Field Facility, Leonora |
| 23 maart 2019 18:30 (UTC−4) | Danns 15' (pen.) Welshman 43' |       | 25' Kuylen | Synthetic Track and Field Facility, Leonora |

|                             |                           |       |                      |                                                                        |
| 23 maart 2019 19:30 (UTC−3) | Suriname                  | 2 – 0 | Saint Kitts en Nevis | André Kamperveenstadion, Paramaribo Scheidsrechter: Erick Lezama (NCA) |
| 23 maart 2019 19:30 (UTC−3) | Rijssel 38' Comvalius 71' |       |                      | André Kamperveenstadion, Paramaribo Scheidsrechter: Erick Lezama (NCA) |

|                             |            |             |            |                                                                            |
| 23 maart 2019 20:00 (UTC−4) | Guadeloupe | 0 – 1       | Martinique | Stade René Serge Nabajoth, Les Abymes Scheidsrechter: Ismael Cornejo (SLV) |
| 23 maart 2019 20:00 (UTC−4) |            | 63' Jobello |            | Stade René Serge Nabajoth, Les Abymes Scheidsrechter: Ismael Cornejo (SLV) |

|                             |                             |       |         |                                                                             |
| 23 maart 2019 20:00 (UTC−6) | El Salvador                 | 2 – 0 | Jamaica | Estadio Cuscatlán, San Salvador Scheidsrechter: Juan Gabriel Calderón (CRC) |
| 23 maart 2019 20:00 (UTC−6) | Bonilla 49' Lowe 85' (e.d.) |       |         | Estadio Cuscatlán, San Salvador Scheidsrechter: Juan Gabriel Calderón (CRC) |

|                             |             |                         |         |                                                                               |
| 24 maart 2019 16:00 (UTC−4) | Puerto Rico | 0 – 2                   | Grenada | Estadio Juan Ramón Loubriel, Bayamón Scheidsrechter: Trevester Richards (SKN) |
| 24 maart 2019 16:00 (UTC−4) |             | 27' German 74' Paterson |         | Estadio Juan Ramón Loubriel, Bayamón Scheidsrechter: Trevester Richards (SKN) |

|                             |          |             |           |                                                            |
| 24 maart 2019 20:00 (UTC−4) | Barbados | 0 – 1       | Nicaragua | Wildey Astro Turf, Wildey Scheidsrechter: Reon Radix (GRN) |
| 24 maart 2019 20:00 (UTC−4) |          | 65' Barrera |           | Wildey Astro Turf, Wildey Scheidsrechter: Reon Radix (GRN) |

|                             |                        |       |                                |                                                                                     |
| 24 maart 2019 17:00 (UTC−4) | Dominicaanse Republiek | 1 – 3 | Bermuda                        | Estadio Cibao, Santiago de los Caballeros Scheidsrechter: Patrick Senecharles (HAI) |
| 24 maart 2019 17:00 (UTC−4) | Peña 3'                |       | 15' Lewis 64' Wells 74' Donawa | Estadio Cibao, Santiago de los Caballeros Scheidsrechter: Patrick Senecharles (HAI) |

|                             |                        |       |              |                                                                                    |
| 24 maart 2019 18:30 (UTC−4) | Haïti                  | 2 – 1 | Cuba         | Sylvio Catorstadion, Port-au-Prince Scheidsrechter: Walter López Castellanos (GUA) |
| 24 maart 2019 18:30 (UTC−4) | Nazon 26' Lafrance 87' |       | 61' Paradela | Sylvio Catorstadion, Port-au-Prince Scheidsrechter: Walter López Castellanos (GUA) |

|                             |                                          |       |              |                                                                 |
| 24 maart 2019 18:00 (UTC−7) | Canada                                   | 4 – 1 | Frans-Guyana | BC Place Stadium, Vancouver Scheidsrechter: Diego Montaño (MEX) |
| 24 maart 2019 18:00 (UTC−7) | Hoilett 11' Cavallini 39', 50' David 41' |       | 26' Rimane   | BC Place Stadium, Vancouver Scheidsrechter: Diego Montaño (MEX) |